# Weihnachten mit dem Bundespräsidenten
Weihnachten mit dem Bundespräsidenten ist ein jährlich am Heiligen Abend im ZDF ausgestrahltes Festkonzert an einem besonderen Ort.
1995 wurde die Sendung auf Initiative von Bundespräsident Roman Herzog und seiner Frau Christiane Herzog ins Leben gerufen. In der etwa einstündigen Sendung treffen örtliche Orchester und Chöre auf weltbekannte Solisten und Musikstars der Unterhaltungsmusik, auch Schauspieler sind zuweilen als Sprecher engagiert. Öfters wird die Weihnachtsgeschichte vom Gastgeber, dem Bundespräsidenten, gelesen.
Als stets wechselnde Aufführungsorte dienen besondere Kirchen und Klöster in allen Bundesländern. Die Moderatoren waren bisher: Carolin Reiber (1995–2003), Carmen Nebel (2004–2011), Andrea Ballschuh (2012), Nina Eichinger (2013) und Johannes B. Kerner (seit 2014).

## Sendungen (Auswahl)
- 1995: Marienmünster, Dießen am Ammersee (Bayern)
- 1998: Basilika St. Martin, Weingarten (Baden-Württemberg)
- 2001: Christkirche, Rendsburg (Schleswig-Holstein)
- 2004: St. Sebastian, Püttlingen, (Saarland)
- 2005: St. Andreas, Lutherstadt Eisleben (Sachsen-Anhalt)
- 2008: St. Johannis, Lüneburg (Niedersachsen)
- 2011: Schlosskirche, Lutherstadt Wittenberg (Sachsen-Anhalt)
- 2012: Georgenkirche, Wismar (Mecklenburg-Vorpommern)
- 2013: Kloster Gengenbach (Baden-Württemberg)
- 2014: St. Marien, Marienberg (Sachsen)
- 2015: St. Stephan, Mainz (Rheinland-Pfalz)
- 2016: Moritzkirche, Coburg (Bayern)
- 2017: Marienbasilika, Kevelaer (Nordrhein-Westfalen)
- 2018: Georgenkirche, Eisenach (Thüringen)
- 2019: St. Josef, St. Ingbert (Saarland)
- 2020: St. Marien, Bernau (Brandenburg)
- 2021: Pfarrkirche St. Peter und Paul, Dieburg (Hessen)
- 2022: Nikolaikirche, Flensburg (Schleswig-Holstein)
- 2023: Kloster St. Peter auf dem Schwarzwald, St. Peter (Baden-Württemberg)
- 2024: Pfarrkirche St. Marien, Güstrow (Mecklenburg-Vorpommern)